# نظام الشولي
نظام الشولي (27 تشرين الأول 1952-) هو سياسي فلسطيني، ولد في بلدة قريوت، جنوب مدينة نابلس، لعائلة فلسطينية تعود أصولها إلى بلدة عصيرة الشمالية في محافظة نابلس. تلقى تعليمه الابتدائي والإعدادي في مدارس عصيرة الشمالية، والثانوي في مدرسة الصلاحية بمدينة نابلس، حيث حصل على شهادة الثانوية العامة في الفرع العلمي عام 1971. ثم تابع دراسته في مجال المساحة وحصل على دبلوم من معهد المدرسة الدولية للمساحة في بيروت عام 1973، كما نال درجة البكالوريوس في التاريخ من جامعة بيروت العربية عام 1978. وهو عضو اللجنة المركزية لجبهة التحرير الفلسطينية ومسؤول مكتب نابلس في جبهة التحرير الفلسطينية.

## مراحل عمله السياسي والتنظيمي
خلال الفترة من 1990 إلى 1992، عمل الشولي في مكتب الأرض المحتلة التابع للجبهة في الأردن. بعد ذلك، انتقل إلى العراق حيث بقي حتى عام 2000، ثم عاد إلى فلسطين ليعمل في التوجيه السياسي لجهاز الأمن الوطني الفلسطيني حتى تقاعده في عام 2008 برتبة مقدم. منذ عام 2010، تولى مسؤولية مكتب جبهة التحرير في مدينة نابلس، وفي عام 2016 تم انتخابه عضوًا في اللجنة المركزية لجبهة التحرير العربية. كما أشرف تنظيميًا على محافظتي جنين وطوباس منذ ذلك الحين.

## نشاطه السياسي والعسكري
انخرط نظام الشولي في النشاطات الوطنية منذ صغره، حيث شارك في المسيرات والاعتصامات والإضرابات أثناء فترة دراسته. بعد تخرجه من المدرسة، التحق بمعسكر حموريا التابع لحركة فتح في سوريا لعدة أشهر. وفي عام 1973، قرر الانضمام إلى الجبهة الشعبية – القيادة العامة في بيروت، حيث خضع للتدريب في معسكراتها. ثم كُلِّف مع مجموعة من أربعة أفراد بالذهاب إلى ليبيا لجلب السلاح إلى بيروت تحضيرًا لتنفيذ عمليات ضد الاحتلال. خلال وجوده في ليبيا، خضع لدورة تدريبية في الضفادع البشرية. وفي عام 1977، اعتُقِل الشولي في مصر وتعرض للتعذيب، وقضى سبعة أشهر في السجن قبل أن يصل إلى ليبيا. هناك، انضم إلى جبهة التحرير الفلسطينية التي انشقت عن الجبهة الشعبية – القيادة العامة. تولى مسؤولية المالية والإعلام في جبهة التحرير في ليبيا.